# Вецслабада
Ве́цслабада (латыш. Vecslabada, латг. Vacsloboda, ранее также — Старая Слобода и Вецслобода) — крупное село в Лудзенском крае Латвии, административный центр Истринской волости. Расположено примерно в 320 километрах от Риги, в 57 км от Лудзы, в 20 километрах от стыка границ Латвии, России и Белоруссии. Вецслабада располагается между тремя озёрами — Истрас, Дзиляйс и Аудзелю, соединёнными между собой небольшими реками.
Приход Старой Слободы (ныне Вецслабада) в начале XX века объединял около 5000 человек при двух действующих храмах. В советское время населённый пункт был центром Истренского сельсовета Лудзенского района. В селе располагалась центральная усадьба совхоза «Истра». В 1935 в селе проживало 266 человек, в 1989 году — 495 человек, а в 2017 году — 301 житель.
В селе расположены: Истринская средняя школа (самая маленькая средняя школа в Латвии, в настоящее время закрыта), детский сад, дом культуры, почта, католическая и православная церкви. Православный храм Воскресения Христова — один из самых больших сельских храмов Латвии.